# جوويند
جوويند هو كورفيت فرنسي الصنع، خفيف الوزن من إنتاج رائدة صناعة السفن والغواصات الأوروبية Naval Group والمعروفة سابقاً باسم DCNS ، حيث تم اشتقاق هذا الكورفيت من مثيلته الكبرى الفريم FREMM ويعد منافساً عتيداً للتايجر الروسي TIGRE، مجموعة السفن الحديثة من طراز قوويند تمثل فئة جديدة من السفن القادرة على ارتياد المحيطات والتي قامت Naval Group بتطويرها لتتناسب مع جميع العمليات والمهام الساحلية والبحرية والتي تتراوح بين محاربة القرصنة وعمليات السيطرة البحرية. نظرا لما تمتلكه من منظومات شاملة لإدارة المهام القتالية ذات مصادر التهديد المتعددة، بما في ذلك المهام القتالية المضادة للغواصات، إلى جانب سونار متطور ذو قدرة محسنة على التسلل والبقاء ورادار صغير المقطع ذو بصمة رادارية ممتازة تزيد من كفاءته القتالية السطحية كما تم الحاق منصة مضادة للصدمات تم بناءها وفقا للمعايير العسكرية ويمكن تشغيلها من قبل طاقم محدود لخفض تكاليف التشغيل وتم تصميمها ليحقق توفير بعدد الغرف الطاقم كما وتم تصميمه بحيث يحقق خفض في تكاليف دورة الحياة البحرية للطاقم على متنه.

## اجهزة الاستشعار والرصد
يعتمد كورفيت قوويند على نظام I-MAST وهو نظام جديد مقدم من شركة طاليس الشهيرة يقوم بدمج مجموعة من اجهزة الرصد والاستشعار داخله لكي يعطي رؤية جديدة متقدمة لسفن السطح والتي توفر لهم عدة خيارات لا توفرها الطرق التقليدية في تنصيب اجهزة الرصد والاستشعار والمراقبة. (i-mast) أو Integrated Mast والتي تعني الصاري (برج بمفهوم اخر في هذه الحالة) المتكامل وهي عبارة عن برج يركب على السفينة ويدمج في داخله مجموعة من اجهزة الردار ونظم المراقبة والاستشعار ويدمج في داخله أيضا مجموعة من نظم الاتصال وهوائيات الارسال والاستقبال والعديد من الانظمة الالكترونية التي تمكن اى سفينة من التحكم في محيطها الخارجي والداخلي بشكل محكم.

## نظام SETIS لإدارة المهام القتالية
Ship Enhanced Tactical Information System هو نظام لادارة مهام قتالية متكامل ومتعددة المهام، مقدم من DCNS. يشتمل على تكنولوجيا القرن 21 واحدث التقنيات المبنية على المعايير الدولية والخبرة الكبيرة في البحار، تم تصميم النظام مع بنية مركزية يتم فيها دمج الانظمة الفرعية على شبكة واحدة ذات نطاق عريض ويضم النظام مجموعة من اجهزة الاستشعار للسفينة والاسلحة لتسيير الدفاع الذاتي والهجوم بطريقة احترافية تكتيكية، مما يرفع من كفاءة أعمال السيطرة التكتيكية في العمليات الخاصة.

## التسليح
يتوافر على متن كورفيت قوويند عدة أنواع من الأسلحة للتعامل مع مختلف التهديدات وتأدية مهام متنوعة
- الأسلحة المضادة للغواصات:

1. قاذفين ثلاثي الأنابيب للطوربيدات من نوع إم يو 90 إمباكت MU90

- أنظمة الدفاع الجوي

1. 12 حاوية اطلاق عمودي لصواريخ وصواريخ MICA RF Aster 15

- الأسلحة المضادة للسفن

1. 8 صواريخ هاربون RGM-84 Harpoon

أو صواريخ Exocet المتميزة
- المدفعية

1. مدفعين MSI-Defence machine gun عيار 30 مم
2. مدفع عيار 57 مم أو مدفع مزدوج عيار 70 مم

- المروحيات والزوارق

1. يمتلك الكورفيت مهبط وحظيرة داخلية للطائرات المروحية (والتي لا يزيد وزنها عن 10 طن)

وطائرة بدون طيار لأعمال المراقبة والاستطلاع الجوي (مثل Schiebel Camcopter S-100)
1. كما يتواجد به حاويات للغواصات الصغيرة أو الزوارق السريعة

## الخصائص العامة
- بلد المنشأ : فرنسا
- الشركة المصنعة : شركة DCNS
- الإزاحة : 2500 طن
- الطول : 101 متر
- العرض : 15.2 متر
- الغاطس :3.6 متر
- السرعة : 27 عقدة كحد أقصى
- مدى المناورة : 3000 - 5000 ميل بحري
- الطاقم : 65 فرد مع امكانية رفع العدد إلى 80 وهي الطاقة الاستيعابية القصوى
- رادار بحثى ثلاثى الأبعاد
- أنظمة حرب الكترونية ذات كفاءة عالية
- منصات إطلاق عمودية لعدد 12 صاروخ لاستهداف معاديات جوية
- منصات إطلاق لعدد 8 صواريخ للأهداف البحرية -
- رشاش آلى عيار 57" أو 76" مم
- بالإضافة إلى 2 مدفع بعيار صغير بتوجيه عن بعد
- أنظمة إطلاق طوربيدات
- مهبط مروحيات أو طائرات عمودية بدون طيار

## تعاقدات ودخول الخدمة

### مصر
في عام 2014، وقَّعت مصر عقدا بقيمة مليار يورو مع نافال جروب لشراء أربعة سفن غويند 2500 طن مع خيار الحصول على إثنتين أخريتين مستقبلاً. وعلى نحو منفصل، تم التفاوض مع MBDA على عقد لتجهيز السفن بصواريخ ميكا ذات الإطلاق العمودي والمخصصة للدفاع الجوي، وكذلك صواريخ إكزوسيت المضادة للسفن من النسخة MM40 Block 3 بقيمة إضافية قدرها 400 مليون يورو، في حين تم التفاوض مع نافال جروب أيضاً على عقد بقيمة تقع بين 100 إلى 200 ألف يورو للطوربيدات.

وتقرر أن يتم بناء ثلاثة من هذه السفن محلياً -بمصر- من قبل حوض بناء السفن في الإسكندرية ضمن اتفاقية لنقل التكنولوجيا. وكان قد وقع الاختيار على هذه السفن بدلاً من السفينة ميكو A200 التي عرضتها المجموعة الألمانية ثيسنكروب مارين سيستمز، أو كورفيت سيجما كورفيت التي تقدمت بها دامن من هولندا.

كان قد تم الإعلان من قبل ترسانة الأسكندرية البحرية عن أن مصر ستتسلم النسخة الأولى المصنعة محليا بحوض بناء سفنها، خلال شهر مايو 2018 (طبقاً لما كان مخططاً له).

وقد تمت أعمال بناء وتدشين ودخول سفن هذه الفئة للخدمة، طبقاً للجدول التالي:
| الإسم   | رقم السفينة | بدء البناء     | التدشين        | دخول الخدمة    | الميناء    |
| ------- | ----------- | -------------- | -------------- | -------------- | ---------- |
| الفاتح  | 971         | 30 سبتمبر 2015 | 17 سبتمبر 2016 | 22 سبتمبر 2017 | الأسكندرية |
| بورسعيد | 976         | 16 أبريل 2016  | 7 سبتمبر 2018  | 11 يناير 2021  |            |
| المعز   | 981         | يوليو 2018     | 12 مايو 2019   |                |            |
| الأقصر  | 986         |                | 14 مايو 2020   |                |            |

### الإمارات العربية المتحدة
في التاسع من نوفمبر 2017 أعلن الرئيس الفرنسي إيمانويل ماكرون في مؤتمر صحفي بأبوظبي، أن فرنسا باعت للإمارات العربية المتحدة فرقاطتين من طراز “جويند” الذي تنتجه شركة نافال جروب.
وقالت الرئاسة الفرنسية في بيان، إن “الاتفاق يشمل أيضا خيارًا لشراء قطعتين بحريتين أخريين”. ولم يكشف مكتب الرئاسة عن التفاصيل المالية للصفقة.

### رومانيا
في يوليو 2019، فازت نافال جروب بعقد بقيمة 1.2 مليار يورو، والذي يتضمن بناء أربعة كورفيتات جديدة متعددة المهام من فئة جوويند لصالح البحرية الرومانية، بالإضافة إلى مركز صيانة جديد ومركز تدريب. ومن المقرر أن تقوم نافال جروب ببناء أول كورفيت في غضون ثلاث سنوات، في حين سيتم بناء السفن الثلاث المتبقية من قبل الشركة الرومانية «كونستانتا»، وسيتم تسليم الكورفيتات الأربعة قبل عام 2026